# Jacques Ruffié
Jacques Alphonse Ruffié (Limós, 22 de novembre de 1921 - 1 de juliol de 2004) va ser un hematòleg, genetista i antropòleg francès.
Va fundar una disciplina anomenada Blood typing que permetia l'estudi de les característiques de la sang per trobar la història de les persones, la seva migració i el seu successiu entrecreuament.
Va ser col·lega i gran amic personal de Michel Foucault al Col·legi de França. Foucault esmenta en un assaig d'un llibre que Ruffe va publicar el 1976 titulat De la biologie à la culture (De la biologia a la cultura).

## Aportacions i treballs
Ruffié va estudiar al St. Stanislaus College de Carcassona i va obtenir títols mèdics d'escoles mèdiques a Toulouse, Montpellier i París, i el Doctorat de Ciències de Toulouse Doctor en Medicina, doctorat, professor titular de la càtedra d'Hematologia de la Universitat de la Facultat de Medicina de Tolosa. De 1965 al 1972 va ser Director General del Centre Regional de Transfusions de Sang a la regió Midi-Pyrénées, professor d'antropologia física al Collège de Franceva i va liderar en paral·lel l'any 1972 a Tolosa el centre d'escriptura de sang del CNRS. Fou professor d'investigació a la Universitat de Nova York i membre de l'Acadèmia Nacional de Medicina. Va aprofundir el seu estudi de la vida a partir de tres disciplines principals: hematologia, genètica i antropologia. El 1960 va crear la tipificació de sang, que permet trobar un individu per les seves característiques sanguínies i és una contribució important a la ciència forense moderna que posteriorment es va estendre i va conduir a Proves d'ADN. Aquesta tècnica també va permetre als estudis de parentiu de poblacions humanes, així com el moviment de persones.
Va escriure diversos llibres sobre els temes de la biologitzant teories, com "De la biologia a la cultura" o "El sexe i la mort".
Va anar contra les idees establertes del seu temps establint aquest mètode del que es considerava traçar dos fets en antropologia:
Segons Ruffié, el concepte de raça tenia un significat en la humanitat primitiva. A més, el concepte Convergència estava ben establert en humans durant uns sis mil anys, probablement relacionat amb el desenvolupament del comerç a llarga distància. Aquesta influència a llarg termini de la biologia cultural va influir més tard en Stephen Jay Gould, que esmenta en les seves obres públiques (The Panda's Thumb: More Reflections in Natural History). Il·lustra un co-desenvolupament de la humanització una humanització esmentada per Pierre Teilhard de Chardin.
Va ser membre de l'Acadèmia de Ciències de la Secció de Biologia Humana i de les ciències mèdiques. També va ser professor honorari al Collège de France, on va ocupar la càtedra d'antropologia física.
També va ser membre de la resistència francesa durant la Segona Guerra Mundial i membre de la Junta de Royaumont Center for Science of Man.

## Premis
- Titular de la medalla militar
- Gran oficial de la Legió d'Honor
- L'any 1982 va ser anomenat Doctor Honoris Causa per la Universitat Autònoma de Barcelona.[3][4]

## Obres
- La cultura a la biologia
- La vida del Tractat
- Sexe i mort (en col·laboració amb Jean Charles Sournia)
- El viure i l'humà
- Epidèmies en la història de la humanitat
- Hematologia geogràfica (en col·laboració amb Jean Bernard (metge)).